# Lentula minuta
Lentula minuta är en insektsart som beskrevs av Vitaly Michailovitsh Dirsh 1956. Lentula minuta ingår i släktet Lentula och familjen Lentulidae. Inga underarter finns listade i Catalogue of Life.